# Maya Jribi
Maya Jribi (en árabe: مية الجريبي‎) (Bou Arada, 29 de enero de 1960-Radés, 19 de mayo de 2018) fue una política y activista tunecina pionera en la defensa de los derechos políticos de las mujeres. Fue la primera mujer que lideró un partido político en Túnez y la segunda en el Norte de África después de la argelina Louisa Hanoune.

## Biografía
Su padre era originario de Tataouine y su madre argelina. Estudió en Radès —donde vivió— en la facultad de Ciencias de Sfax (1979-1983) donde militó en la Unión general de estudiantes de Túnez; se adhirió a la sección de Sfax de la Liga tunecina de los Derechos Humanos a principios de los años 1980. Colaboró también en la revista semanal independiente Erraï (La Opinión), después a Al Mawkif.
A principios de los años 1980, formó parte del grupo de estudios sobre la condición femenina del Club cultural Tahar-Haddad y participó en la Asociación tunecina de lucha contra el cáncer. Fundó igualmente con otras mujeres la Asociación de investigaciones sobre las mujeres y el desarrollo.

### Trayectoria política
De regreso a Túnez en 1983, Maya Jribi participó en fundación de la Asamblea Socialista Progresista (RSP) un partido de corte laico y liberal legalizado en 1988 junto al abogado Ahmed Néjib Chebbi; convertido en 2001 en el Partido Demócrata Progresista (PDP), uno de los principales partidos de la oposición tunecina al Presidente Ben Alí. En 1986, una de las pocas mujeres miembro de la dirección de un partido político.
De 1986 a 1991, fue responsable en Unicef de captación de fondos y de comunicación. En 1996, fue encargada de estudios en el Instituto Laamouri, un despacho de estudios y de marketing, donde asumió la dirección general y la especialización en estudios cualitativos en 2001.

#### Secretaria general del PDP
Maya Jribi fue elegida el 25 de diciembre de 2006 al frente del PDP, sucediendo así a Chebbi que presentó como su « compañero de camino ». Se convirtió así en la primera mujer que dirigió un partido político tunecino y la segunda en el Magreb al frente de un partido compuesto mayoritariamente de hombres, después de la argelina Louisa Hanoune.
Jribi y Chebbi realizaron el 1 al 20 de octubre de 2007 una huelga de hambre para protestar contra la decisión judicial de expulsar su partido de los locales que ocupaba en el centro de Túnez.
Finalmente se logró un compromiso con el dueño del local que consideraba abusivo el hecho de haberlo alquilado al periódico Al Mawkif pero que sin embargo se utilizaba como sede del partido. Durante esta huelga de hambre, se encontró muy debilitada y sufrió graves desórdenes « biológicos ».

#### Parlamentaria
El 23 de octubre de 2011, Maya Jribi fue elegida miembro de la asamblea constituyente por la circunscripción de Ben Arous. Presentó su candidatura a la presidencia de la asamblea constituyente el 22 de noviembre ; fue vencida sin embargo por el secretario general de Ettakatol, Mustafa Ben Jaafar, que fue elegido con 145 votos frente a los 68 que ella logró.

### Secretaria general de Al Joumhouri
Tras la fusión del Partido Demócrata Progresista, con Afek Tounes y el Partido Republicano, Maya Jribi fue elegida, el 9 de abril de 2012, secretaria general de la nueva formación denominada « Al Joumhouri » en el quinto y último congreso del PDP.
Con ocasión de la inauguración del congreso de Al Jomhouri, el 3 de febrero de 2017, anunció su retirada de la secretaría general del partido.
Murió el 19 de mayo de 2018 tras meses de enfermedad. La ministra de Asuntos para la Mujer Neziha Abidi anunció que la gran sala de reuniones ministeriales se llamará a partir de ahora "Sala Maya Jribi".

## Distinciones
En 2014, Maya Jribi recibió los distintivos de chevalier del Orden tunisien del Mérito.
En 2015, fue condecorada como commandeur del Orden de la República tunisienne propuesta por el presidente de la República tunecina con ocasión de la Jornada nacional de la mujer,.
En 2018, el Centro de investigaciones, de estudios, de documentación y de información sobre la mujer le rindió homenaje por su trayectoria política activista.